# Dichochrysa benedictae
Dichochrysa benedictae är en insektsart som först beskrevs av Séméria 1976.  Dichochrysa benedictae ingår i släktet Dichochrysa och familjen guldögonsländor. Inga underarter finns listade i Catalogue of Life.